# Bacteriófago marinho

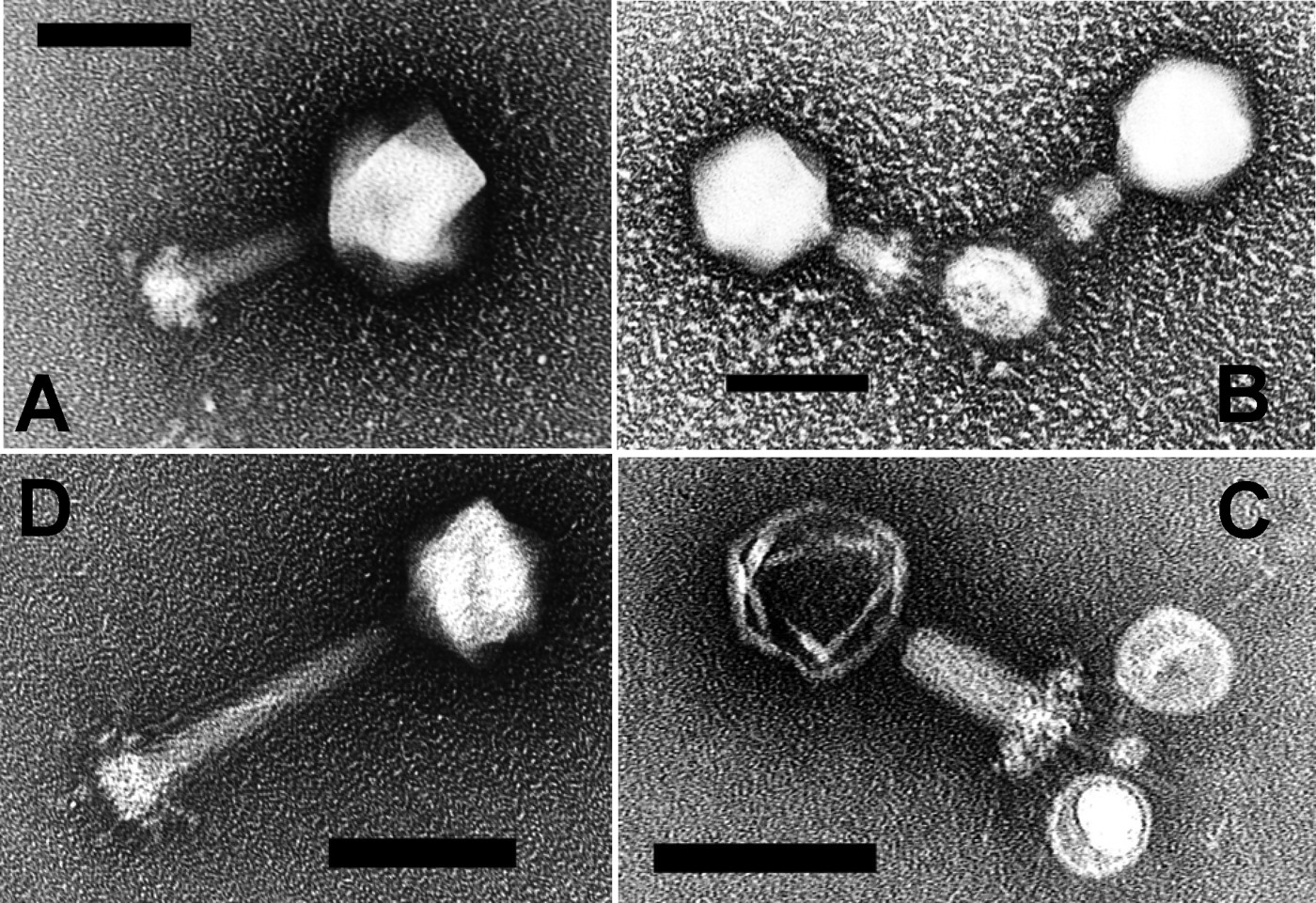
Microfotografia de prochlorococcus.

Bacteriófagos marinhos ou fagos marinhos são vírus que vivem como agentes parasitas obrigatórios em bactérias marinhas como as cianobactérias. Sua existência foi descoberta por meio de microscopia eletrônica e de fluorescência em amostras de água, e posteriormente por meio de amostras metagenômicas virais.  Os bacteriófagos atados parecem dominar ecossistemas marinhos em número e densidade de organismos. Contudo, vírus pertencentes às famílias corticoviridae, inoviridae e microviridae são também conhecidos por infectar diversos tipos de bactéria marinha.